# Димитрій (Тракателіс)
Архієпископ Димитрій (грец. Αρχιεπίσκοπος Γέρων Δημήτριος, в миру Димитріос Тракателіс, грец. Δημήτριος Τρακατέλλης; 1 лютого 1928, Салоніки, Друга Грецька Республіка) — єпископ Константинопольської православної церкви на спокої, старець-архієпископ Американський, іпертим та екзарх Атлантичного та Тихого океанів (1999–2019). Лавреат Почесної медалі острова Еліс.
Він є плідним автором і дослідником, довгий час був професором біблійного богослов'я в Богословській семінарії Святого Хреста в Бостоні.

## Життєпис

### Ранні роки та життя у Греції
Народився 1 лютого 1928 року в Салоніках і був старшим сином Христоса та Георгії Тракателісів. Його брат Антоніос Тракателіс згодом став почесним професором біохімії Університету Арістотеля, а також був членом Європейського парламенту.
Навчався в експериментальній школі при Університеті Аристотеля в Салоніках. У червні 1946 року на випускному вечорі виступив із прощальною промовою від імені свого класу.
У вересні того ж року вступив на богословський факультет Національного Афінського університету імені Іоанна Каподистрії, який закінчив у 1950 році з відзнакою.
Відслужив два з половиною роки в грецькій армії, після чого вступив до чернечого місіонерського братства «Зої» (грец. Ζωή — " Життя "). Став провідним богословським радником кількох університетських студентських організацій, включаючи Студентський християнський союз Греції.

### Священик та титулярний єпископ
У 1960 році висвячений на сан диякона, а в 1964 році — на сан священника.
У ході поїздки до Сполучених Штатів восени 1964 йому представилася можливість приступити до більш поглибленого вивчення Нового Завіту та патристики в Піттсбурзі. Одночасно він продовжував служіння Церкви на різних православних парафіях поблизу Піттсбурга, у тому числі в храмі Успіння Божої Матері в Оукмонті, штат Пенсільванія.
В 1965 році вступив до аспірантури Гарвардської вищої школи мистецтв і наук, де спеціалізувався в галузі вивчення Нового Завіту та витоків християнства.
20 червня 1967 року під час навчання в США, Священний синод Елладської православної церкви обирає його титулярним єпископом Врісфенським, вікарієм архієпископа Афінського призначає його відповідальним за богословську освіту кліриків Афінської архієпископії.
17 вересня того ж року в Афінському кафедральному соборі відбулася його єпископська хіротонія, яку очолив архієпископ Афінський та всієї Греції Ієронім I у співслужінні з членами Священного синоду Елладської православної церкви.
В 1968 році Священний синод Елладської православної церкви вибрав його митрополитом Аттікійським та Мегарським, але єпископ Димитрій не прийняв даного обрання з певних причин, зокрема контроля над церквою з боку хунти чорних полковників і антиканонічного з його погляду складу Синоду.
У листопаді 1971 року захистив дисертацію «Передіснування Христа у Юстина Мученика: екзегетичне дослідження у зв'язку з христологією приниження та прославлення». Екзаменаційний комітет наголосив на винятковому значенні дисертації та рекомендував її до публікації в престижній серії «Гарвардські дисертації в галузі релігії». У 1972 році за цю дисертацію він отримав вчений ступінь доктора філософії «з відзнакою».
Здобувши цей ступінь, він повернувся до свого церковного стану в Афінській архієпископії і взяв на себе відповідальність за богословську освіту духовенства, служіння серед молоді та інші обов'язки, пов'язані з богословськими конференціями в Греції та за кордоном.
1977 році в Богословській школі Афінського національного університету захистив дисертацію «Трансцендентний Бог Євгноста. Значення екзегези в дослідженні гностичних текстів Наг-Хаммаді та зворотний переклад втраченого грецького оригіналу тексту „Євгноста Блаженного“», відзначену найвищою оцінкою і отримав за неї вчений ступінь доктора богослов'я.
На 1980–1981 навчальний рік став запрошеним професором кафедри біблеїстики та раннього християнства в Грецькій православній богословській школі Святого Креста в Бруклайні, штат Массачусетс. У 1983 році повторно запрошений викладати ті ж предмети в даному навчальному закладі, а в 1984 році отримав пост екстраординарного професора кафедри біблеїстики та раннього християнства. Залишався на цій посаді до свого офіційного виходу на пенсію наприкінці академічного 1993 року. Крім викладання керував програмою навчання на ступінь магістра богослов'я.
У той же час входив у викладацький колектив Гарвардської школи богослов'я як запрошений професор у 1984–1985 та 1988–1989 навчальних роках. З 1984 до 1993 роки також неодноразово ставав науковим керівником студентів. У кількох випадках ставав членом екзаменаційної комісії із захисту докторських дисертацій. Сфера його викладацької та дослідницької діяльності включала тлумачення, екзегезу і богослов'я Нового Завіту, патристичну екзегезу, писання апостольських отців, гностицизм, історію раннього Християнства і ранньохристиянську літературу. Опублікував низку книг та статей наукового і богословського характеру. Крім рідної грецької володів англійською, французькою, німецькою, давньоєврейською, латинською, арабською та коптською мовами.
20 серпня 1991 року Священним синодом Елладської православної церкви обраний титулярним митрополитом Врісфенським; одночасно Врисфенська єпископія зводилася в степінь митрополії.
У жовтні 1993 року, завершивши викладацьку діяльність у Богословській школі Святого Хреста, повернувся до Греції, де повернувся до повноцінного виконання обов'язків в Афінській архієпископії, не залишаючи при цьому досліджень у галузі Нового Завіту.
У жовтні 1995 року рішенням Патріарха Варфоломія та Священного синоду Константинопольського Патріархату був призначений разом з архієпископом Австралійським Стіліаном Харкіанакісом і митрополитом Севастійським Димитрієм Комматом членом Патріаршого екзархату Греції. Православна архієпархія Північної та Південної Америки.

### На чолі Американської архієпископії
19 серпня 1999 року Патріархом Константинопольським Варфоломієм та Священним синодом Константинопольської православної церкви обраний главою Американської архієпископії. 18 вересня того ж року у Свято-Троїцькому грецькому кафедральному соборі на Манхеттені, штат Нью-Йорк відбулася його інтронізація.
Керував роботою з вирішення фінансових проблем Американської архієпископії, і завдяки щедрій участі багатьох членів Церкви вдалося розплатитися з солідним боргом Архієпископії.
У ході цього процесу він звернув їхню увагу на принципову важливість питань, пов'язаних з довірою та звітністю у сфері фінансової діяльності управлінських структур Американської архієпископії на всіх рівнях. При архієпископі Димитрії були перевлаштовані деякі відділи Американської архієпископії, започатковано нові напрямки церковного служіння.
19 лютого 2004 року обраний членом Священного синоду Константинопольської православної церкви з нагоди включення до складу цього Синоду шести ієрархів з єпархій за межами Туреччини.
4 лютого 2011 року рішенням Білого дому в числі 12 американських релігійних лідерів включений до складу Консультативної ради з питань віри. У заяві, опублікованій Білим домом з приводу призначення нових членів Ради з питань віри, президент США Барак Обама сказав: «Я радий оголосити, що ці досвідчені та віддані люди погодилися приєднатися до нашої адміністрації, і я сподіваюся працювати разом із ними не лише довгі місяці, а й роки».
13 березня 2011 року у зв'язку зі смертю митрополита Миколи Смішка призначений місцеблюстителем Американської Карпато-руської єпархії і обіймав цю посаду до обрання 27 листопада 2012 на неї єпископа Григорія Тациса.
26 листопада 2015 року рішенням Священного синоду Константинопольського патріархату, до титулу архієпископа Димитрію додано найменування старець-архієпископ Американський (грец. Αρχιεπίσκοπος Γέρων Αμερικής).

### Вихід на спокій
Зазнавав критики за те, що привів Грецьку православну архієпископію Америки до «фінансового, адміністративного та духовного банкрутства». Патріарх Константинопольський Варфоломій був незадоволений ситуацією в Американській архієпископії та тим, що проблеми не вирішуються належним чином та розростаються. При цьому архієпископ Димитрій, відставки якого стали вимагати ще в 2008 році, йти не хотів. У листопаді 2018 року агентство «Ромфея» з посиланням на « Εθνικός Κήρυκας» повідомило, що Патріарх Варфоломій під час особистої зустрічі в Женеві з архієпископом Димитрієм, з яким давно перебуває в напружених стосунках, зажадав від останнього добровільно подати у відставку, аби не бути змушеним особисто вжити заходів щодо його усунення від керівництва Американською архієпископією. Але у відповідь Димитрій благав Патріарха не відправляти його відставку зараз, дозволивши, щоб минув якийсь час. Коли Патріарх запитав його, скільки часу йому потрібно, архієпископ відповів, що просить залишити його на кафедрі до Великодня, щоб він не йшов у несприятливих умовах, і Патріарх Варфоломій відповів згодою.
4 травня 2019 року після зустрічі з Патріархом Константинопольським Варфоломієм подав заяву про відставку. Синод Константинопольської церкви на своєму засіданні 9 травня прийняв його відставку.

## Нагороди, почесні членства
- почесний доктор філології Коледжу Річарда Стоктона, Помона, Нью-Джерсі (31 жовтня 1999)
- почесний доктор богослов'я Свято-Володимирської православної семінарії в Крествуді, Нью-Йорк (31 січня 2002)
- закордонний член Афінської академії з богослов'я в галузях етики та політології (обраний у листопаді 2002, прийнятий 14 листопада 2003).